# Hermann Voss (Mediziner)
Hermann Christian Heinrich Emil Voss (* 13. Oktober 1894 in Berlin; † 19. Januar 1987 in Hamburg) war ein deutscher Anatom und Medizinprofessor.

## Leben
Hermann Voss war Sohn eines Mecklenburger Rittergutspächters und wuchs in Warnkenhagen und Malchin auf. Er studierte zwischen 1913 und 1918 Medizin an den Universitäten München, Heidelberg und Rostock. Seine Studienzeit wurde durch eineinhalb Jahre Kriegsdienst im Ersten Weltkrieg als Feldunterarzt in norddeutschen Reservelazaretten sowie an der Westfront unterbrochen. 1919 promovierte Voss an der Universität Rostock und wurde zweiter Prosektor am Anatomischen Institut der Universität Rostock. 1923 wurde er für das Fach Anatomie habilitiert. 1926 wechselte er als Erster Assistent an das Anatomische Institut der Universität Leipzig. Dort wurde er 1929 Zweiter Prosektor und wurde 1930 zum außerordentlichen Professor berufen. 1937 trat er der Nationalsozialistischen Deutschen Arbeiterpartei (NSDAP) bei. 1938 wurde Voss zum ersten Prosektor und beamteten außerordentlichen Professor ernannt. Eine Berufung auf einen Lehrstuhl blieb weiterhin aus. Im September und Oktober 1939 leistete Voss erneut Kriegsdienst als Unterarzt im Reservelazarett Leipzig. 1941 nahm er den Ruf auf eine ordentliche Professur für Anatomie an der Reichsuniversität Posen an.
Er floh 1945 von dort nach Borna, wo er am Stadtkrankenhaus als Volontärarzt von Januar 1945 bis zu seiner Kündigung im März 1946 tätig war. Die Medizinische Fakultät der Universität Halle stellte ihn 1948 als Professor mit Lehrauftrag und Ersten Prosektor an. 1952 erhielt Voss einen Ruf auf den Lehrstuhl für Anatomie an der Universität Jena, wo er das Anatomische Institut leitete.
Im Jahr 1957 wurde Hermann Voss (in Abwesenheit) in den Vorstand der Anatomischen Gesellschaft gewählt und leitete so die 57. Versammlung im Jahr 1961.
Im Anschluss an seine Emeritierung im Jahr 1962 arbeitete er am Anatomischen Institut der Universität Greifswald. 1979 übersiedelte er nach Hamburg, wo er bis zu seinem Tode lebte.

## Werk
In seiner Doktorarbeit beschäftigte sich Voss mit der experimentellen Herstellung von parthenogenetischen Froschlarven mittels einer Glasnadel aus unbefruchteten Keimzellen (Universität Rostock, 1919).
In der NS-Zeit baute Hermann Voss als Dekan der Reichsuniversität Posen die dortige Medizinische Fakultät auf.
In seinem wissenschaftlichen Werk beschäftigte sich Hermann Voss primär mit der Histochemie.
Er gründete gemeinsam mit Gerhard E. Voigt (Lund, Schweden) die Zeitschrift "Acta histochemica", welche er von 1954 bis 1979 als Chefredakteur betreute. Des Weiteren gab er von 1953 bis 1976 die Zeitschrift der Anatomischen Gesellschaft ("Anatomischer Anzeiger" bzw. heute: "Annals of Anatomy") heraus.
Nach dem Zweiten Weltkrieg gab Voss gemeinsam mit Robert Herrlinger ein Lehrbuch der Anatomie heraus, welches im Gustav Fischer Verlag erschien und in verschiedene Sprachen übersetzt wurde. Zudem führte er den von Alfred Brauchle begründeten „Grundriß der normalen Histologie und mikroskopischen Anatomie“ fort.

## Verhalten in der Zeit des Nationalsozialismus
Im Jahr 1985 wurden Dokumente publik, über welche der Historiker Götz Aly unter dem Titel "Posener Tagebücher" publizierte. Dieser gibt an, dass diese nach dem Krieg in Posen aufgefunden worden seien. In den Tagebüchern fand sich eine große Zahl an „antipolnischen und antisemitischen Haßtiraden“. So lautet ein auf den 24. Mai 1941 datierter Eintrag: „Die von ihr [gemeint ist die Gestapo] erschossenen Polen werden hier nachts eingeliefert und verbrannt. Wenn man doch nur die ganze polnische Gesellschaft so veraschen könnte. Das polnische Volk muss ausgerottet werden, sonst gibt es hier keine Ruhe im Osten“. Der Umfang reicht bis zum 14. August 1942. Es wurde vermutet, dass Voss den Rest auf seiner späteren Flucht nicht mitnehmen oder aber rechtzeitig vernichten konnte.
Die Echtheit der „Posener Tagebücher“ ist vom Anatomen Joachim-Hermann Scharf in einem Nachruf angezweifelt worden. Als Gründe wurden beispielsweise angeführt, dass Hermann Voss selber keine Schreibmaschine bedienen habe können und seine Frau, Eva Voss, polnische Wurzeln habe. Zudem enthalte das Manuskript zahlreiche sachliche und persönliche Fehler.
Im Rahmen der Aufarbeitung der Anatomischen Gesellschaft über die Zeit des Nationalsozialismus wurden die im "Instytut Zachodni" in Posen verwahrten Dokumente erneut aufgearbeitet und ihre Echtheit von Historikern als erwiesen bestätigt. Bereits in 1945 habe der Anatom Stefan Rożycki die Tagebücher an die Presse weitergeleitet. Ferner seien sie im Jahr 1948 in einem Gerichtsverfahren gegen den Gau-Leiter Arthur Greiser verwendet worden.
Weiterhin sollen Voss und seine Mitarbeiter, unter ihnen Robert Herrlinger, von einer engen Zusammenarbeit mit der Gestapo profitiert haben. Sie fertigten hierzu unmittelbar nach der Tötung polnischer Häftlinge Präparate an, die laut Götz Aly in „einen schwunghaften Handel mit Skeletten und Schädeln“ verkauft worden sind. Die von Voss erstellten Präparate seien noch in den 1990er-Jahren im naturhistorischen Museum in Wien ausgestellt worden. Einordnend muss hierzu gesagt werden, dass die Präparation von hingerichteten Menschen in der Anatomie über viele Jahrzehnte als "Goldstandard" galt.

## Rezeption
Hermann Voss gilt als einer der Pioniere der Histochemie als Spezialdisziplin der Anatomie.
Zu seinen Schülern zählen u. a. Robert Herrlinger, Gerhard Müller, Hubert Wartenberg, Günther Geyer, Alfred Dorn, Reinhold Sulzmann, Herwig Hahn von Dorsche und Werner Linß.
Das Wirken von Hermann Voss begann in einer Zeit, wo die Anatomie noch im Wesentlichen durch die Vertreter der Morphologie bestimmt worden ist. Erst mit 47 Jahren wurde Hermann Voss zum ordentlichen Professor ernannt und zwar als Direktor des Anatomischen Instituts der Medizinischen Akademie Posen. In seinem Nachruf bezeichnete Joachim-Hermann Scharf diese Stelle als „gewiß eine ungeliebte, weil heikle Position“.
Neben seinen wissenschaftlichen Arbeiten war Hermann Voss ein bedeutender Hochschullehrer in der DDR. Besonders sein Taschenlehrbuch der Anatomie erfreute sich in Ost- und Westdeutschland großer Beliebtheit und konnte unter seiner insgesamt 35 Jahre umspannenden Autorenschaft (1946 - 1971) insgesamt 14 Auflagen erfahren. Das dreibändige Werk ist von Herwig Hahn von Dorsche (Professor in Greifswald), von Walther Graumann (Professor in Tübingen) und von Alfred Dorn (Professor in Magdeburg) weitergeführt worden. Das von Brauchle übernommene Lehrbuch der mikroskopischen Anatomie/Histologie erreichte im Zeitraum von 1935 bis 1963 insgesamt 10 Neuauflagen. Es wurde anschließend von Günther Geyer (Professor in Jena) und später von Werner Linß (Professor in Jena) und von Karl-Jürgen Halbhuber übernommen. Das didaktische Talent von Hermann Voss scheint in Zusammenhang mit seiner umfassenden literarischen Bildung zu stehen: „Er war ein profunder Kenner der klassischen und der modernen deutschen Literatur, darüber hinaus ein bemerkenswerter GOETHE- und RAABE-Forscher. Nur wenige wissen, daß er Sanskrit studiert hatte und sich auch in der alt-indischen Literatur auskannte. Die Bhagavadgita hatte er vollständig neu übersetzt (...)“
Die Rolle von Hermann Voss in der Zeit des Nationalsozialismus wurde von Götz Aly als „Biedermann und Schreibtischtäter“ charakterisiert. Besonders das wiederentdeckte Tagebuch mit seinen „antipolnischen und antisemitischen Haßtiraden“ (Scharf) fand eine weitreichende mediale Rezeption, zu denen sich Hermann Voss jedoch selber nicht mehr äußerte. Joachim-Hermann Scharf hat dieses Dokument als eine „böswillige plumpe Verfälschung (...), die nur ein psychisch Schwerkranker oder eben ein Fälscher ohne hinreichende Sachkenntnis gemacht haben kann“ bezeichnet.
Zu dem Verhalten von Hermann Voss während der Zeit des Nationalsozialismus verfasste der Dramaturg und Regisseur Hannes Hametner 2016 das Ein-Personen-Drama Der Biedermann, welches am Theater Vorpommern uraufgeführt wurde.

## Auszeichnungen
Hermann Voss wurde 1959 von der Regierung der DDR mit dem Ehrentitel Hervorragender Wissenschaftler des Volkes geehrt.
Im Jahr 1964 wurde Hermann Voss (in Abwesenheit) die Ehrenmitgliedschaft der Gesellschaft für Histochemie verliehen.

## Schriften (Auswahl)
- H. Voss: Pathologisch-anatomische Präparierübungen, 1940
- H. Voss, Robert Herrlinger: Taschenbuch der Anatomie. Gustav-Fischer-Verlag, ISBN 3-437-00168-X
- H. Voss: Embryologischer Atlas für Studenten. Gustav-Fischer-Verlag, 1954
- Herausgeber der Zeitschriften Anatomischer Anzeiger und Acta histochemica.